# 72 Seasons (пісня)
«72 Seasons» (укр. 72 пори року) — пісня американського рок-гурту Metallica, четвертий сингл з однойменного альбому 72 Seasons (2023).
Пісню «72 seasons» було опубліковано 30 березня 2023 року, за два тижні до виходу однойменного студійного альбому Metallica. Вона стала четвертим синглом з альбому, після «Lux Æterna», «Screaming Suicide» та «If Darkness Had a Son». Назва пісні та альбому символізувала перші 18 років життя людини, протягом яких формується її особистість. У кліпі зображено музикантів Metallica, що виконують пісню в оточенні лазерної ілюмінації червоного кольору.
Музичні оглядачі позитивно сприйняли пісню, виділивши її серед усіх інших з альбому. Йон Хадусек (Consequence) відзначив, що попри заяви Джеймса Гетфілда, який назвав себе та інших музикантів гурту «посередніми виконавцями», нова пісня довела зворотнє. На сайті «Форбс» цей реліз визнали найкращим синглом з епічної платівки, який «проводить слухачів крізь шквал гітарних рифів старої школи хеві-металу». Корі Гроу (Rolling Stone) звернув увагу на соло-партію Кірка Гемметта, насичену ефектом wah-wah, та порівняв пісню з «епічною подорожжю».